# Spanish Bullfight
Spanish Bullfight je francouzský němý film bratrů Lumièrů z roku 1900. Film trvá zhruba jednu minutu.

## Děj
Film, stejně jako většina krátkých filmů Lumièrů, má dokumentární charakter. Film zachycuje toreadory během koridy. Na rozdíl od jiných filmů nebyla kamera v tomto případě umístěna do centrální polohy ale do jeviště mezi diváky, čímž obraz vyvolává zdání pohledu jednoho z přihlížejících.